# Anisopus
Anisopus là chi thực vật có hoa trong họ Apocynaceae.

## Các loài
- Anisopus efulensis (N.E.Br.) Goyder, 1994
- Anisopus mannii N.E.Br., 1895